# Pannucia
Pannucia is een geslacht van schimmels behorend tot de familie Psathyrellaceae. Alle soorten van het geslacht zijn verplaatst naar andere geslachten, waardoor het geslacht  leeg is.